# Lionel Gendron
Lionel Gendron, né le 12 juin 1944 à Saint-Quentin au Nouveau-Brunswick, est un évêque catholique canadien, évêque émérite du diocèse de Saint-Jean–Longueuil au Québec depuis le 5 novembre 2019.

## Biographie
Lionel Gendron fait ses études théologiques au Grand Séminaire de Montréal, il est ordonné prêtre pour l'Archidiocèse de Montréal le 31 mai 1969. Il obtient un doctorat en théologie de l’Université pontificale grégorienne de Rome en 1975. Il est membre de la Compagnie des prêtres de Saint-Sulpice depuis 1972.
Il est ordonné évêque le 25 mars 2006 par le cardinal Jean-Claude Turcotte. Il se retire le 5 novembre 2019.